# Окончательная скорость снаряда
Окончательная скорость снаряда — скорость активного снаряда в точке падения, величиной которой характеризуется его кинетическая энергия при достижении цели. Зависит от начальной скорости, поперечной нагрузки и формы головной части снаряда, возрастая вместе с первыми двумя величинами и с формой, облегчающей обтекание воздуха при полёте. При движении снаряда в воздухе (и вообще в любых средах с ненулевым трением) окончательная скорость всегда меньше начальной скорости; разница между этими двумя скоростями выразит потерю скорости, зависящую от силы лобового сопротивления воздуха. Сопротивление воздуха сообщает снаряду при движении отрицательное ускорение (j); последнее, умноженное на время (t), даст потерю скорости (jt). Ускорение (j) может быть определено из сравнения с ускорением (g) силы тяжести; оба ускорения пропорциональны силам, их производящим; обозначая вес снаряда (силу тяжести) через p, силу сопротивления воздуха через E, имеем: {\displaystyle {\frac {j}{g}}={\frac {E}{p}}}, отсюда {\displaystyle j={\frac {gE}{p}}}; приняв {\displaystyle E=\alpha \pi R^{2}v^{4}}, получаем {\displaystyle j={\frac {g\alpha v^{4}}{\left({\frac {p}{\pi R^{2}}}\right)}}} и, следовательно, {\displaystyle jt={\frac {g\alpha v^{4}}{\left({\frac {p}{\pi R^{2}}}\right)}}\times t} = Vнач.—Vоконч. Таким образом, потеря скорости тем меньше, чем меньше скорость движения снаряда и чем больше поперечная нагрузка.

### Сноски
1. ↑  Движущегося за счет сообщённой в момент выстрела энергии пороховых газов в канале ствола оружия (либо аналогичных принципов) и не имеющего собственного двигателя.